# Sigrid Kirchmann
Sigrid Kirchmann-Ortner, avstrijska atletinja, * 29. marec 1966, Bad Ischl, Avstrija.
Nastopila je na poletnih olimpijskih igrah leta 1992, ko je dosegla peto mesto v skoku v višino. Na svetovnih prvenstvih je osvojila bronasto medaljo v isti disciplini leta 1993, kot tudi na evropskih dvoranskih prvenstvih leta 1994.